# Al-Jusufijja
Al-Jusufijja – wieś w Syrii, w muhafazie Al-Hasaka. W 2004 roku liczyła 1571 mieszkańców.